# Оберреттенбах
Оберреттенбах (нем. Oberrettenbach) — коммуна (нем. Gemeinde) в Австрии, в федеральной земле Штирия. 
Входит в состав округа Вайц.  Население составляет 488 человек (на 31 декабря 2005 года). Занимает площадь 11,04 км². Официальный код  —  61735.

## Политическая ситуация
Бургомистр коммуны — Готтфрид Райзингер (АНП) по результатам выборов 2005 года.
Совет представителей коммуны (нем. Gemeinderat) состоит из 9 мест.
- АНП занимает 7 мест.
- СДПА занимает 2 места.